# Apeadeiro de Vale do Pereiro
O Apeadeiro de Vale do Pereiro, originalmente denominado de Valle Pereiro, foi uma gare da Linha de Évora, que servia a localidade de Vale do Pereiro, no concelho de Arraiolos, em Portugal.

## História

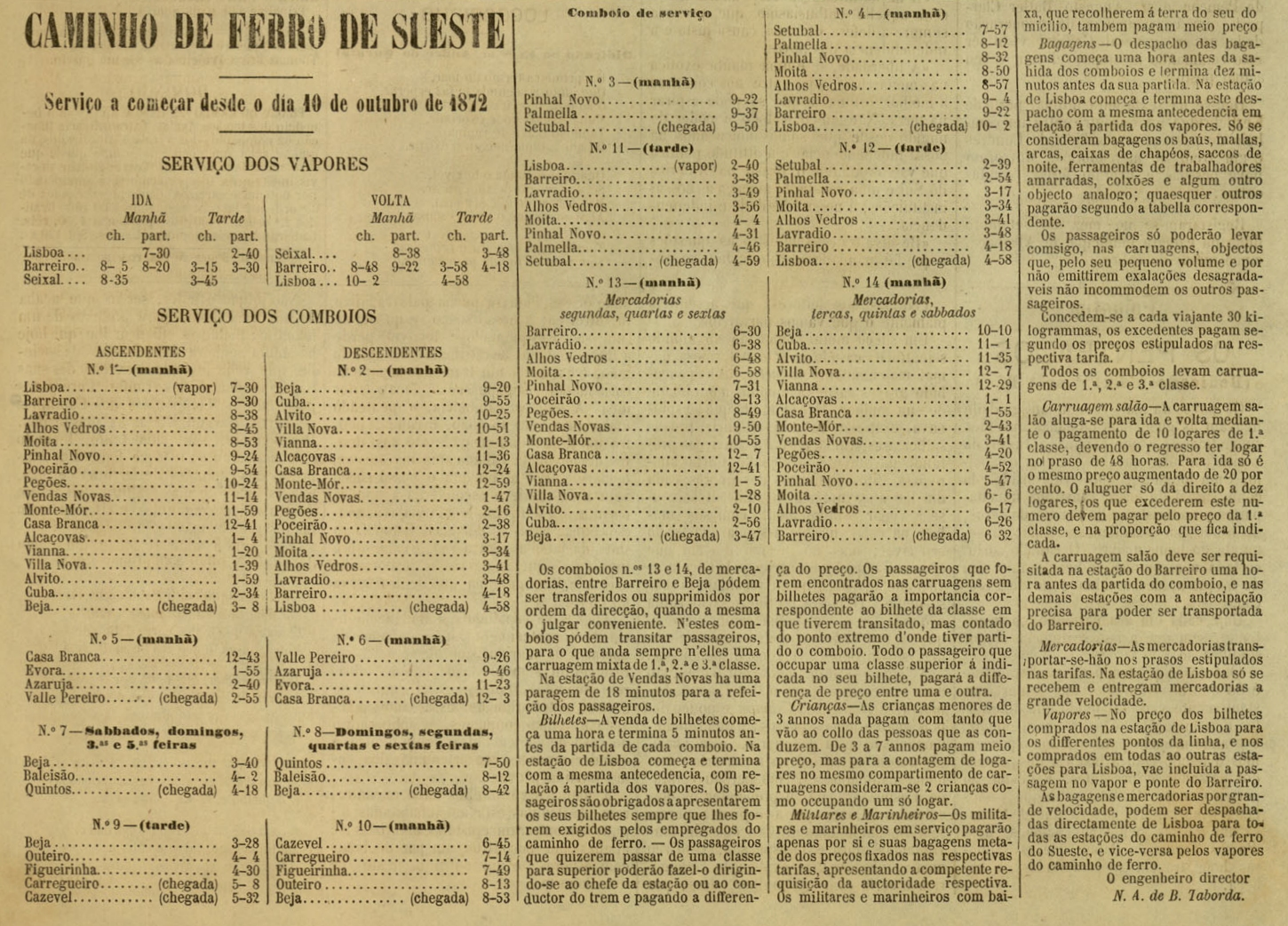
Horários de 1872, onde esta interface aparece com o nome de Valle Pereiro.

Esta interface entrou ao serviço em 5 de Setembro de 1871, como terminal provisório da Linha de Évora, tendo o lanço seguinte, até Venda do Duque, sido aberto à exploração em 10 de Março de 1873. Em 1913, possuía a categoria de estação.
Em 1934, a Companhia dos Caminhos de Ferro Portugueses realizou grandes obras de reparação nesta estação, então denominada de Vale-do-Pereiro.
O lanço entre Évora e Estremoz deixou de ser utilizado por serviços de passageiros em 2 de Janeiro de 1990, tendo permanecido os serviços de mercadorias até ao fim da exploração, em 2009. Em 2011, este lanço foi oficialmente desclassificado.